# Beaune

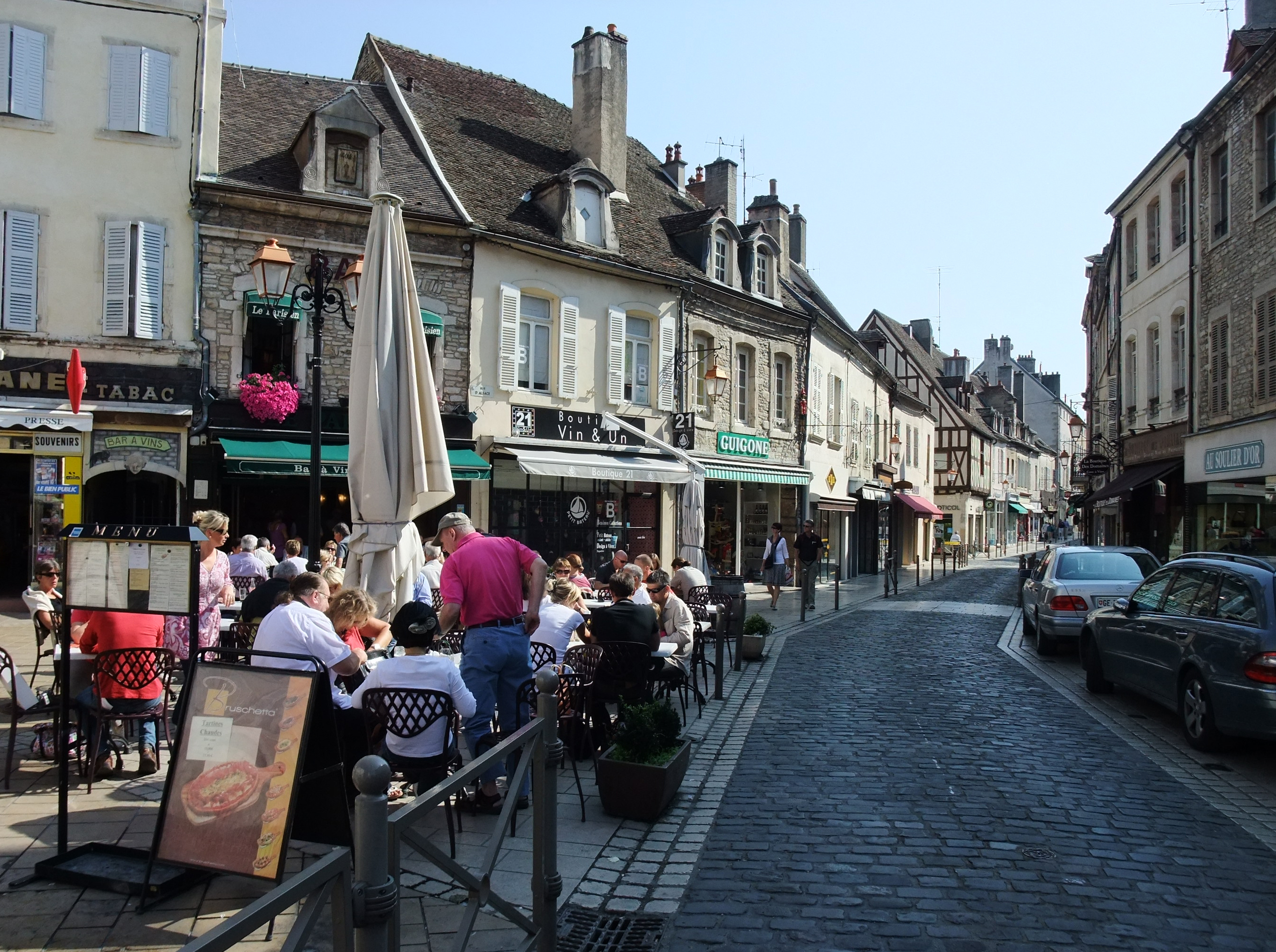
Rue d’Alsace im Zentrum

Beaune [bon] ist eine französische Stadt mit 20.233 Einwohnern (Stand 1. Januar 2022) auf 31,30 km² im Département Côte-d’Or in der Region Bourgogne-Franche-Comté. Beaune ist das Zentrum des Weinbaugebietes der Côte de Beaune und liegt an der Bahnstrecke Paris–Marseille. Die Stadt wird vom Flüsschen Bouzaise durchquert.

## Geschichte
Das Alignement von Couches (auch Menhirs d’Epoigny genannt) liegt südlich der Straße D 978, nordwestlich von Couches und südwestlich von Beaune.
Bevor der Ort Beaune im Jahre 1203 von Odo III., Herzog von Burgund, die Stadtrechte erhielt, war er für lange Zeit keltisches, später römisches Heiligtum. Seit dem 14. Jahrhundert war Beaune neben Dijon Wohnsitz der Herzöge von Burgund. Im 15. Jahrhundert begann man die Stadtmauer zu errichten, von der heute noch größere Teile erhalten sind. Sie dienen heute teilweise als Weinlager der großen Weinhandelshäuser. Als im Jahre 1477 Karl der Kühne, der letzte Herzog von Burgund, gestorben war, wurde die Stadt von Ludwig XI. von Frankreich nach fünf Wochen Belagerung annektiert. Viele Gebäude aus Spätmittelalter, Renaissance und Barock zeugen von der Vergangenheit.
Der schwere Busunfall von Beaune ereignete sich im Juli 1982.

### Bevölkerungsentwicklung
| Jahr                       | 1962   | 1968   | 1975   | 1982   | 1990   | 1999   | 2006   | 2016   | 2020   |
| Einwohner                  | 15.367 | 16.874 | 19.060 | 20.207 | 21.289 | 21.923 | 21.778 | 21.644 | 20.122 |
| Quellen: Cassini und INSEE |        |        |        |        |        |        |        |        |        |

## Sehenswürdigkeiten

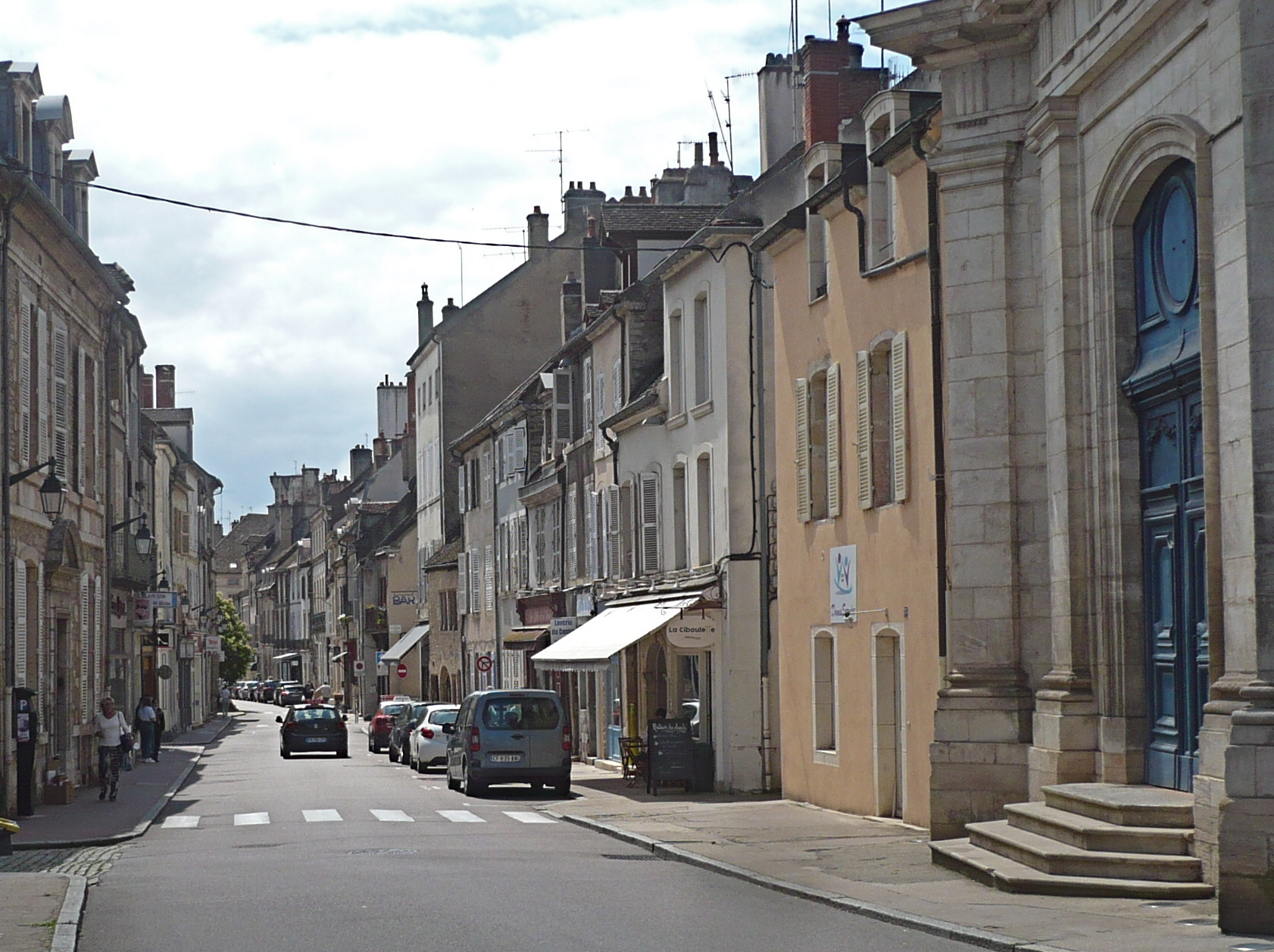
Rue de Lorraine

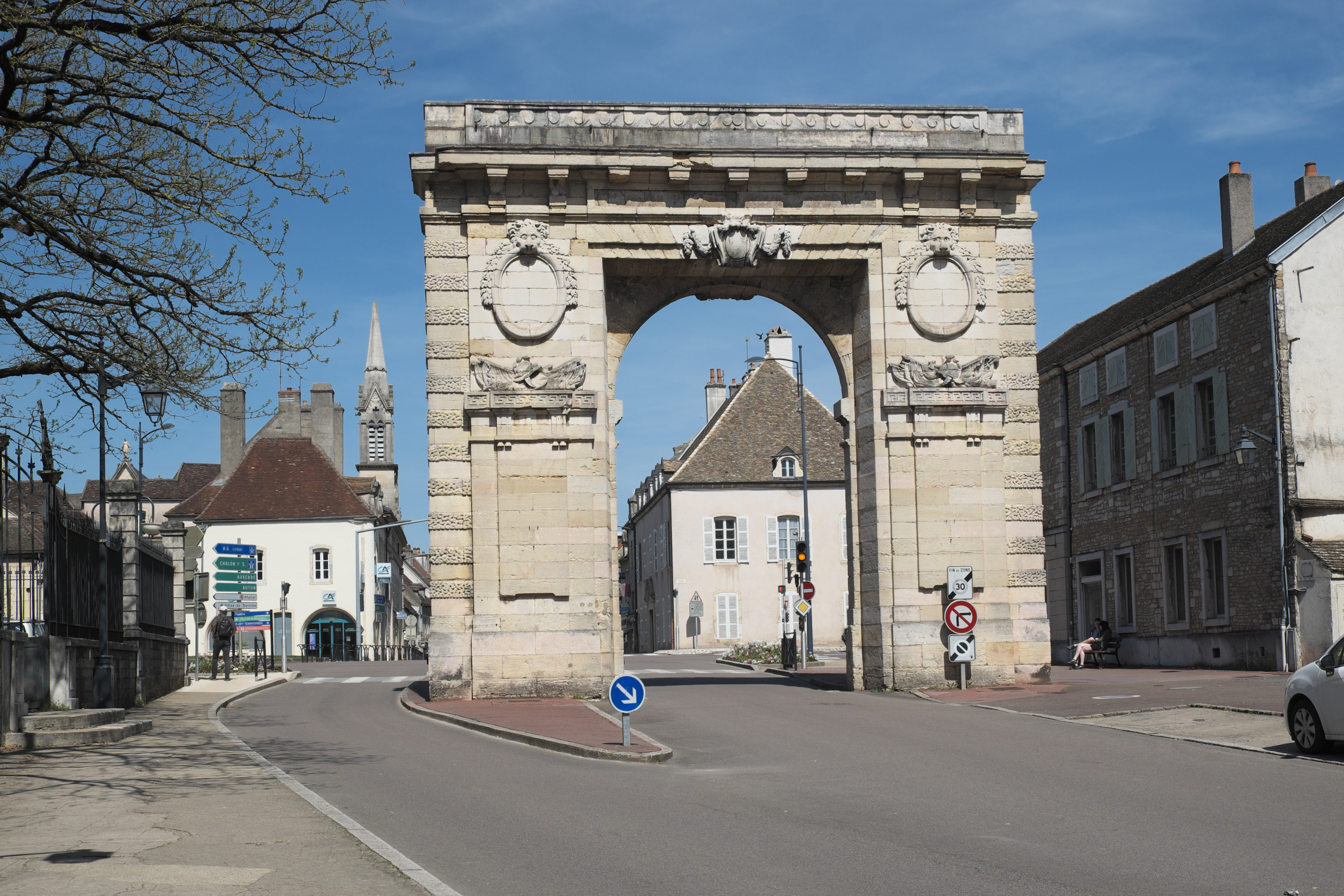
Stadttor Porte Saint-Nicolas

- Das Hôtel-Dieu ist ein ehemaliges Hospital aus dem 15. Jahrhundert (1443), bis 1971 wurde es als Hospital genutzt.
- Die Kirche Notre-Dame, 1958 zur Basilika erhoben, ist ein Hauptwerk der burgundischen Romanik. Sie ist im Stil der dritten Kirche von Cluny erbaut und beherbergt in ihrem gotischen Chor eine außergewöhnliche Ausschmückung: Die fünfteiligen Tapisserien, Das Leben der Jungfrau Maria erzählend, wurden um 1500 in Tournai nach Vorlagen eines burgundischen Künstlers gewebt. Diese hochwertige Serie von 19 Szenen besticht besonders durch ihre Leuchtkraft und die Feinheit ihrer Ausführung.
- Das Hôtel des Ducs de Bourgogne liegt unweit des Hospitals. Es ist der ehemalige Wohnsitz der Burgunderherzöge in Beaune, dessen um einen Innenhof gruppierte Fachwerkbauten ein malerisches Bild bieten. Mittlerweile beherbergen diese Gebäude das Burgundische Weinmuseum, das der Geschichte des Weinbaus gewidmet ist.
- Die etwa zwei Kilometer lange, kreisrunde Stadtmauer aus dem 15. Jahrhundert umgibt die Altstadt. Sie wurde seit dem Anschluss von Beaune an das Königreich Frankreich unter Ludwig XI. erneuert und verstärkt. Die Stadtmauer besitzt acht Bastionen.
- Im Zentrum befinden sich zahlreiche Häuser aus der Frühen Neuzeit. Vor allem in der Rue de Lorraine stehen noch Häuser aus dem 16. Jahrhundert.

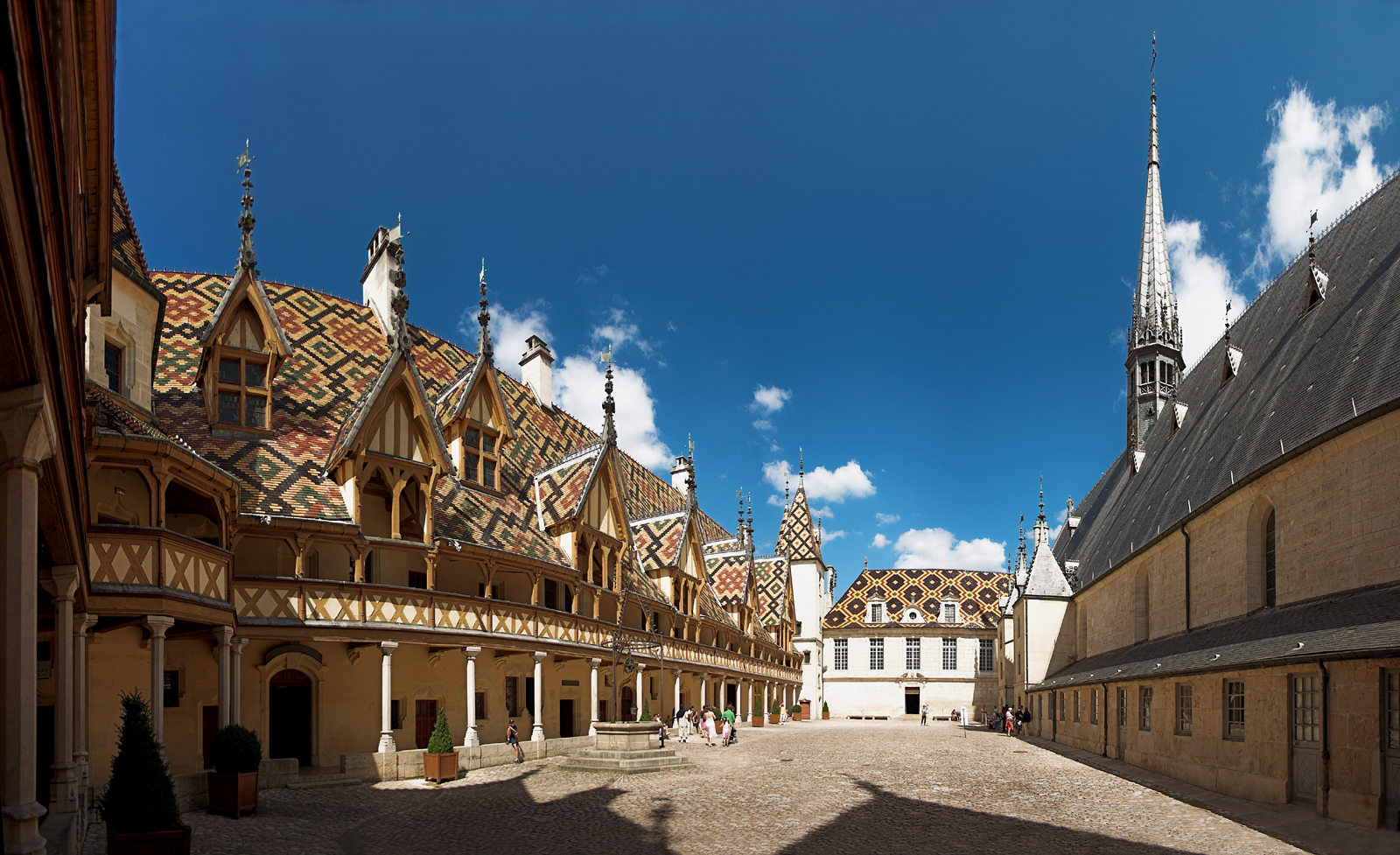
Hôtel-Dieu, Innenhof
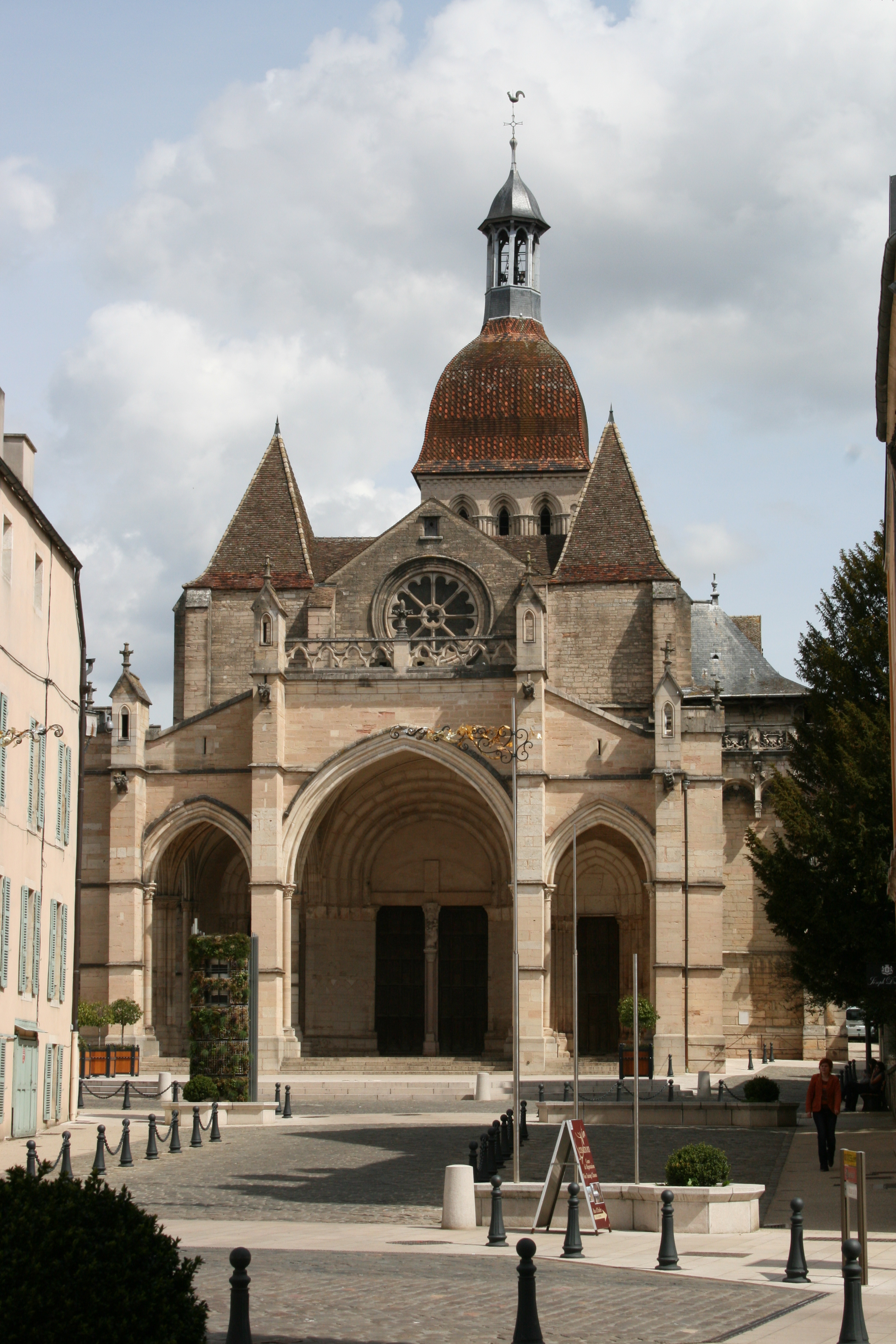
Kirche Notre-Dame de Beaune
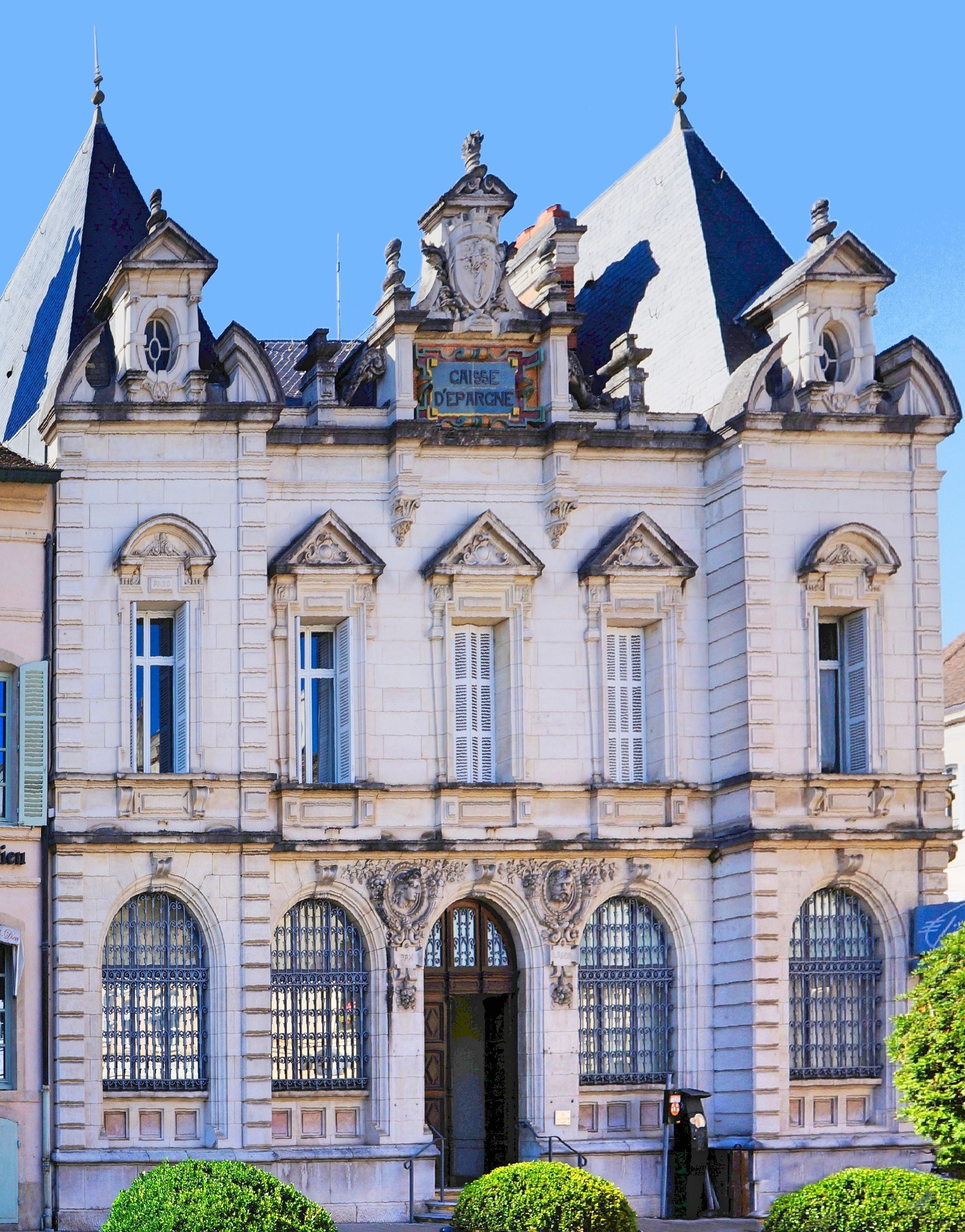
Gebäude der Sparkasse von Beaune
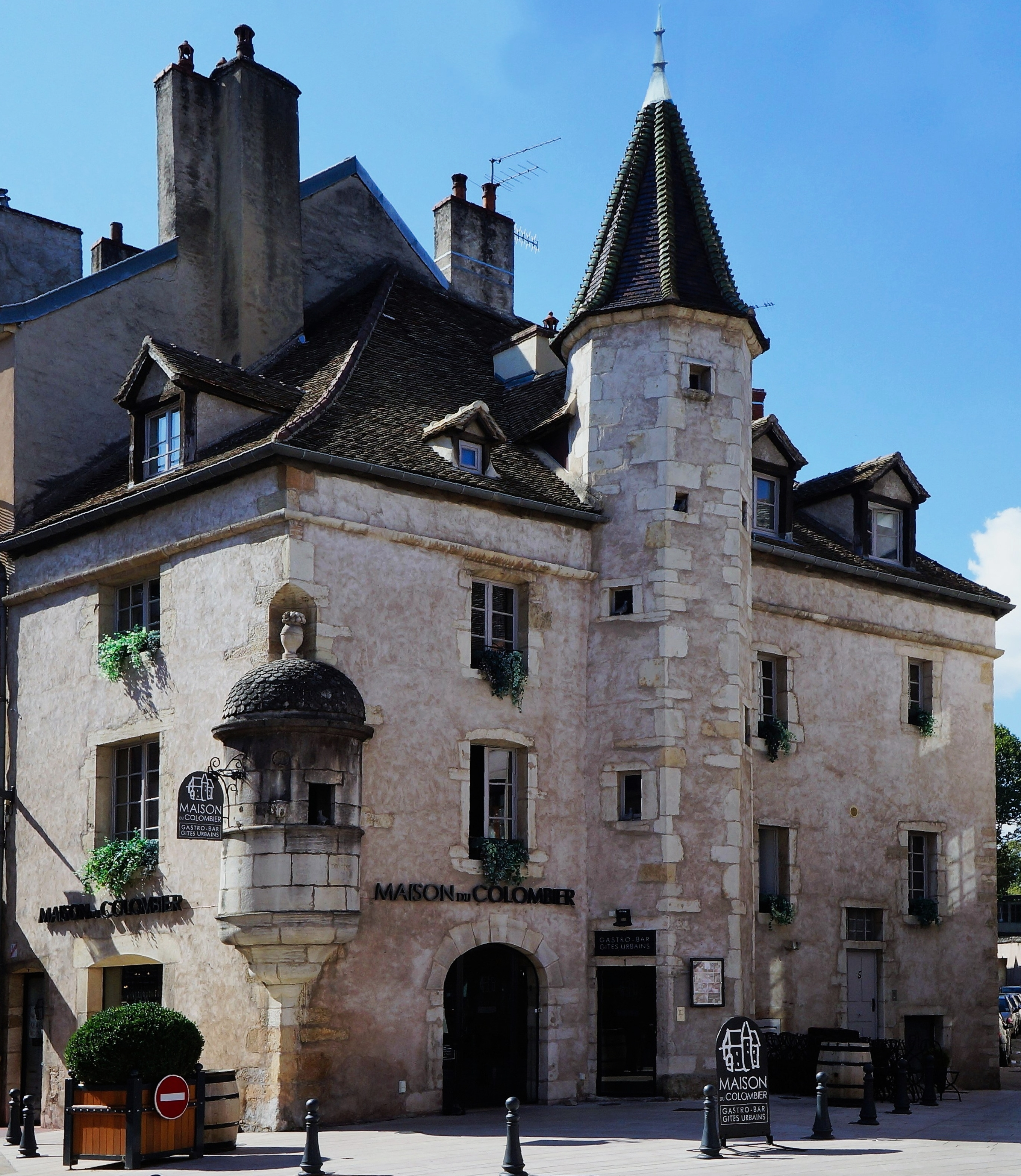
Maison du Colombier

## Regelmäßige Veranstaltungen
- Festival International d’Opera Baroque: Das Festival findet seit 1983 alljährlich in Beaune statt. Es wurde von der Historikerin Anne Blanchard ins Leben gerufen. Neben dem Festival von Saintes ist es das führende Zentrum von Konzert-, Oper- und Oratoriumsaufführungen für Alte Musik. Hauptmäzen ist France Télécom, einer der wichtigsten Musiksponsoren Frankreichs. Jährlich werden hier bis zu 14.000 Besucher gezählt. Als Aufführungsorte dienen beispielsweise das Hôtel Dieu, die Basilika Notre Dame, das Hospice de Beaune (ein Spital im frankoflämischen Frührenaissancestil) und der Weinkeller Paradis in der mittelalterlichen Rue d’Enfer („Höllengasse“). Die Konzerte mit Werken aus dem 15. bis 17. Jahrhundert finden immer an vier bis fünf Wochenenden von Juli bis Anfang August statt.

- Am dritten Wochenende im November findet das Weinfest Les Trois Glorieuses de Bourgogne, Die glorreichen Drei der Bourgogne statt, das sich von Samstag bis Montag über drei Tage erstreckt.[2]

## Wirtschaft

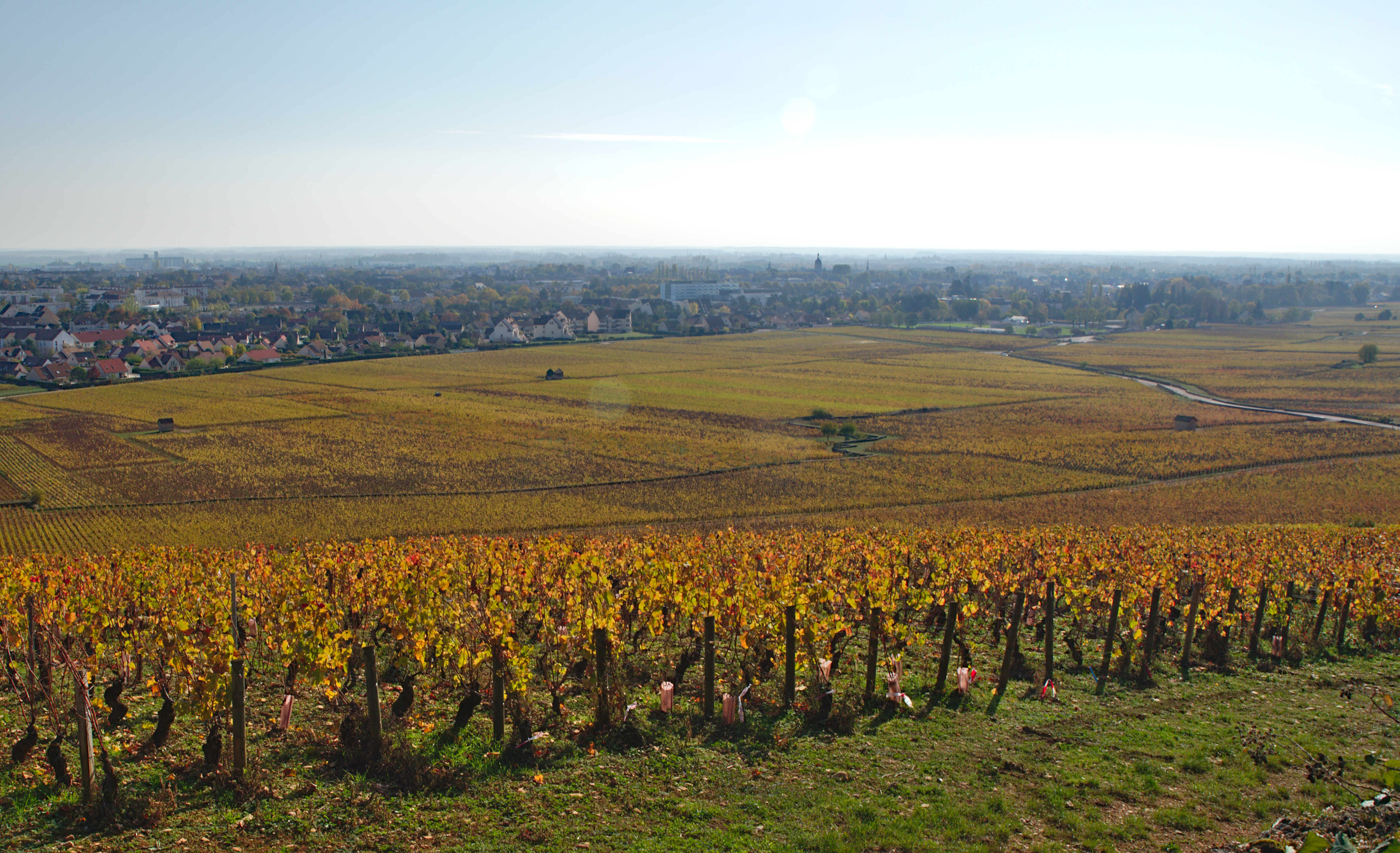
Weinbau bei Beaune

### Weinbau
Der Weinbau an der Côte d’Or wurde bereits zur Zeit der Römer begründet, die die Gegend Pagus Arebrignus nannten. Während der germanischen Invasionen im Zuge der Völkerwanderung ging er stark zurück. Zur Zeit Karls des Großen war das Weinbaugebiet nur noch in Bruchstücken erhalten. Weiter gepflegt wurden die Weinkulturen in der nun Bourgogne-Franche-Comté genannten Region vor allem von einigen Klöstern.
Neuen Auftrieb erhielt die burgundische Weinproduktion im 14. Jahrhundert durch die Residenz der Päpste im nahen Avignon. In den folgenden Jahrhunderten nahm der Handel mit burgundischen Weinen stetig zu. Im 17. Jahrhundert wurden sie als besonders gesund angepriesen. Im 18. Jahrhundert entstanden die ersten modernen Weinhandelsgesellschaften. Seit 1884 existiert die Schule für Weinbau Lycée viticole de Beaune.
Beaune gilt als „Weinhauptstadt“ Burgunds. Bedeutende Anbaugebiete der Umgebung sind zum Beispiel:
- Côte de Beaune
- Hautes côtes de Beaune
- Savigny-lès-Beaune
- Pommard
- Meursault

Die jährlichen Weinversteigerungen der Hospices de Beaune bestimmen die Preise für die ganze Region.

### Senfproduktion
Beaune war neben Dijon und Meaux (Île de France) eines der wichtigen französischen Zentren der Senfherstellung. Im 19. Jahrhundert waren hier noch um die dreißig Senfmacher ansässig. Die historische Senfmühle Fallot aus dem Jahr 1840 ist das letzte noch in Familienbesitz befindliche und betriebene Unternehmen dieser Art in Burgund.

## Städtepartnerschaften
- Bensheim, Deutschland seit 12. Juni 1960
- Malmedy, Belgien seit 11. Juni 1962
- Krems an der Donau, Österreich seit 23. März 1976
- Kōshū, Japan seit 18. September 1976
- Nantucket, Massachusetts, USA, seit 21. Oktober 2008

## Persönlichkeiten

### Söhne und Töchter der Stadt
- Raymond Breton (1609–1679), dominikanischer Missionar und Linguist
- Théodore Chevignard de Chavigny (1687–1771), Diplomat, zugleich Comte de Toulongeon und Baron d'Uchon
- Gaspard Monge (1746–1818), Graf von Péluse, französischer Mathematiker, Physiker, Chemiker und Politiker
- Xavier Forneret (1809–1884), Schriftsteller
- Félix Ziem (1821–1911), Maler, der der Schule von Barbizon zugerechnet wird
- Paul d’Ivry (1829–1903), Komponist
- Étienne-Jules Marey (1830–1904), Physiologe und Fotopionier, Erfinder der Chronofotografischen Flinte
- Jules-Paul Johannard (1843–1892), Revolutionär
- Édouard Darviot (1859–1921), Porträtmaler
- Auguste Cornu (1888–1981), Philosophiehistoriker
- Gaston Chevrolet (1892–1920), Schweizer und ab 1915 US-amerikanischer Autorennfahrer
- François Garnier (1944–2018), Erzbischof von Cambrai
- Bruno Latour (1947–2022), Soziologe und Philosoph
- Léna Grandveau (* 2003), Handballspielerin

### Persönlichkeiten, die vor Ort gewirkt haben
- Nicolas Rolin (1376–1462), Kanzler Philipps des Guten, gründete das Hospital von Beaune
- Louis Chevrolet (1878–1941), Schweizer und ab 1915 US-amerikanischer Autorennfahrer, Gründer der Chevrolet Motor Car Company, verbrachte seine Kindheit und Jugend in Beaune
- Jean Laplanche (1924–2012), französischer Autor und Theoretiker der Psychoanalyse sowie Winzer in Beaune, in Beaune gestorben
- Jean-Pierre Ponnelle (1932–1988), Opern- und Theaterregisseur, Sohn einer alteingesessenen Winzerfamilie, ging in Beaune zur Schule